# 訪問互聯網權
訪問互聯網權或上网权（right to Internet access），也称为宽带权（right to broadband）、连接自由（freedom to connect），认为所有人必须能够访问互联网，以行使和享受其言論自由、见解自由以及其他基本人权，各国家及地区有责任确保广泛提供互联网接入，各国家及地区不得不合理地限制个人对互联网的访问。

## 历史

### 2003：信息社会世界峰会
2003年12月，信息社会世界峰会（WSIS）在联合国的主持下召开。经过政府、企业和民间社会代表之间的漫长谈判，最终通过《原则宣言》，重申了信息社会对维护和加强人权的重要性：
 
1. 我们，世界人民的代表，于2003年12月10日至12日汇聚在日内瓦，出席信息社会世界高峰会议第一阶段会议，宣告我们建设一个以人为本、具有包容性和面向发展的信息社会的共同愿望与承诺。在此信息社会中，人人可以创造、获取、使用和分享信息和知识，使个人、社区和各国人民均能充分发挥各自的潜力，促进实现可持续发展并提高生活质量。这一信息社会以《联合国宪章》的宗旨和原则为前提，并完全尊重和维护《世界人权宣言》。
……
3. 我们重申《维也纳宣言》中揭示的所有人权和基本自由（包括发展权）的普遍性、不可分割性、相互依存性和相互关联性。我们亦重申，民主、可持续发展、尊重人权和基本自由以及各个层次的良政相互依存，相互促进。我们进一步表示我们的决心，在国际和国内事务中加强对法治的尊重。
信息社会世界峰会《则宣言》特别提到在“信息社会”中言论自由的重要性，声明如下：
4. 我们重申，作为信息社会的根基，并如《世界人权宣言》第19条所述，每个人都有自由发表意见和自由言论的权利；这种权利包括持有意见而不受干涉的自由，以及无论疆界为何均可以通过任何媒体寻求、接收和分享信息和思想的自由。交流是一种基本的社会过程，是人类的基本需要，而且是所有社会组织的基础。它是信息社会的核心所在。每个人，无论身在何处，均应有机会参与信息社会，任何人都不得被排除在信息社会所带来的福祉之外。